# Sykes-Picotov sporazum
Sykes-Picotov sporazum je bil tajni dogovor med vladama Združenega kraljestva in Francije leta 1916, v katerem sta državi z vednostjo Ruskega imperija določili svoja interesna območja v Zahodni Aziji po pričakovanem propadu Osmanskega imperija med prvo svetovno vojno. V veliki meri je bil to trgovski dogovor, ki je vključeval veliko območje neposrednega nadzora v obliki arabske države oz. konfederacije arabskih držav. Dogovor sta sklenila francoski diplomat François Georges-Picot in Britanec Sir Mark Sykes 16. maja 1916.
Celotno besedilo je prišlo v javnost novembra naslednje leto, kar je povzročilo mnogo nezadovoljstva pri Arabcih, ki so jim zavezniki v ločenih sporazumih obljubili neodvisno nacionalno državo na ozemlju Velike Sirije v zameno za sodelovanje v boju proti Osmanskemu cesarstvu.